# Barri de la Romeria (Mieres)
El barri de la Romeria és un barri històric de Mieres (Garrotxa) amb diversos elements protegits com a béns culturals d'interès local.

## Història
El barri de la Romeria, així com l'església dedicada a Santa Maria són d'una antiguitat molt remarcable. L'any 878 en el diploma del rei de França, Carles el Calb, apareix esmentada aquesta zona com a colonització del monestir de Sant Esteve de Banyoles. En el privilegi que el mateix rei va signar l'any 916 s'esmenta el lloc de "Rumazaveila" indicant que era una explotació agrària o vil·la.

## Capella
La capella està dedicada a la Verge de la Romeria i dona nom al barri. És d'una sola nau, absis carrat i cobertes de creueria molt ornamentades. La porta d'entrada està orientada a ponent i conserva una llinda amb la inscripció "17 AVE MARIA 32". La notícia més antiga és de l'any 1017, en la butlla del Papa Benet VIII, on es confirma la possessió del monestir de Sant Esteve de Banyoles sobre aquest lloc i s'esmenta que hi ha una església dedicada a Santa Maria amb el nom de "Romzilia". L'any 1308 era esmentada com "Romeria", la forma actual. A l'interior es venera una imatge a la Verge entronitzada i coronada, amb la mà dreta sostenint un objecte que va desaparèixer, mentre que amb l'esquerra sosté el seu fill que està assegut sobre el genoll. Aquest beneeix amb la mà dreta i amb l'esquerra agafa la bola del món.

## Casa número 1

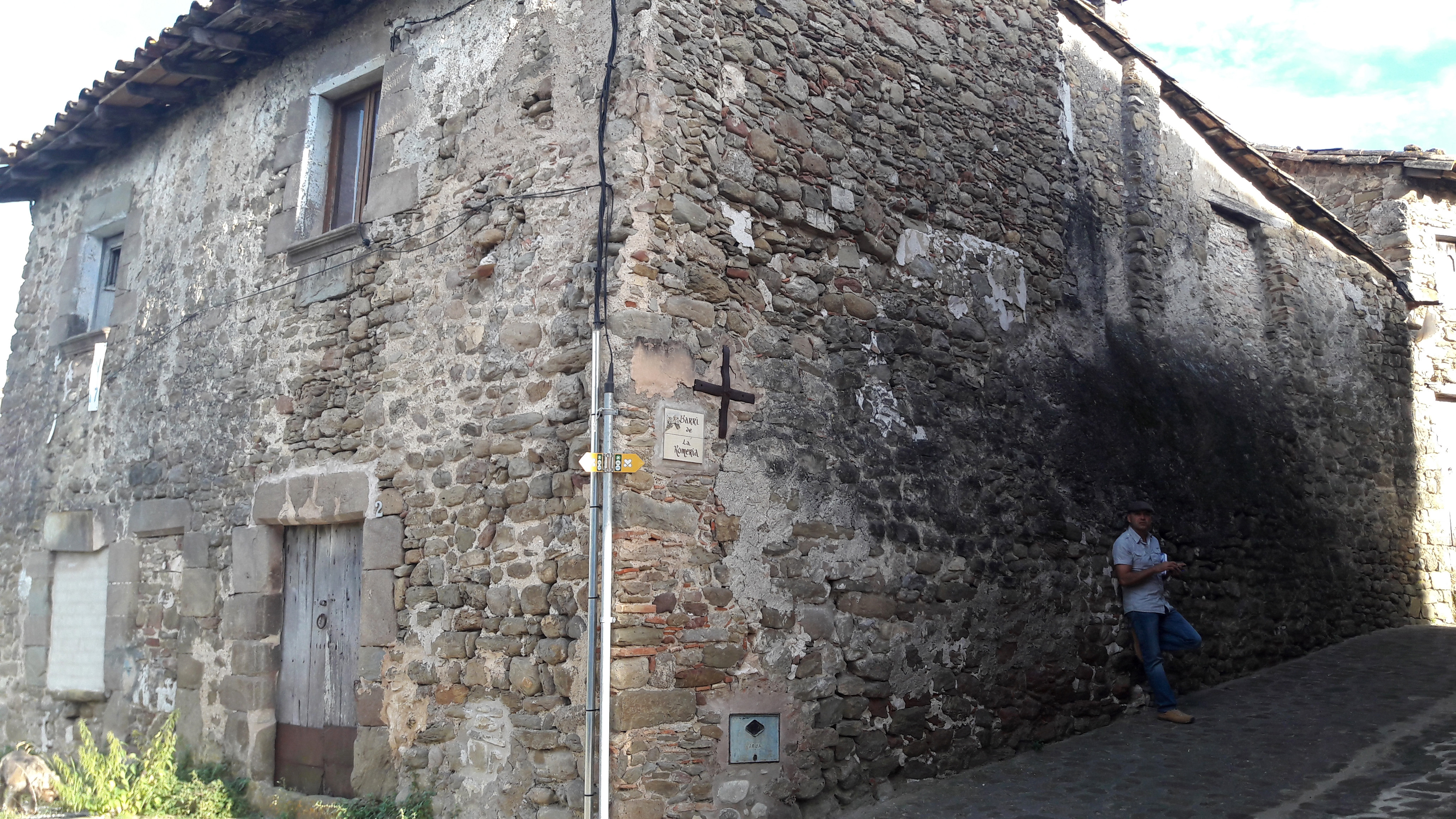
Número 1

La casa número 1 és de línies arquitectòniques molt senzilles, de planta rectangular i teulat a dues aigües. Disposa de baixos i pis i fou realitzada amb pedra de país poc treballada, llevat dels carreus que s'empraren per fer les obertures. Destaquen els elements decoratius que ornen quasi totes les finestres.

## Casa número 3

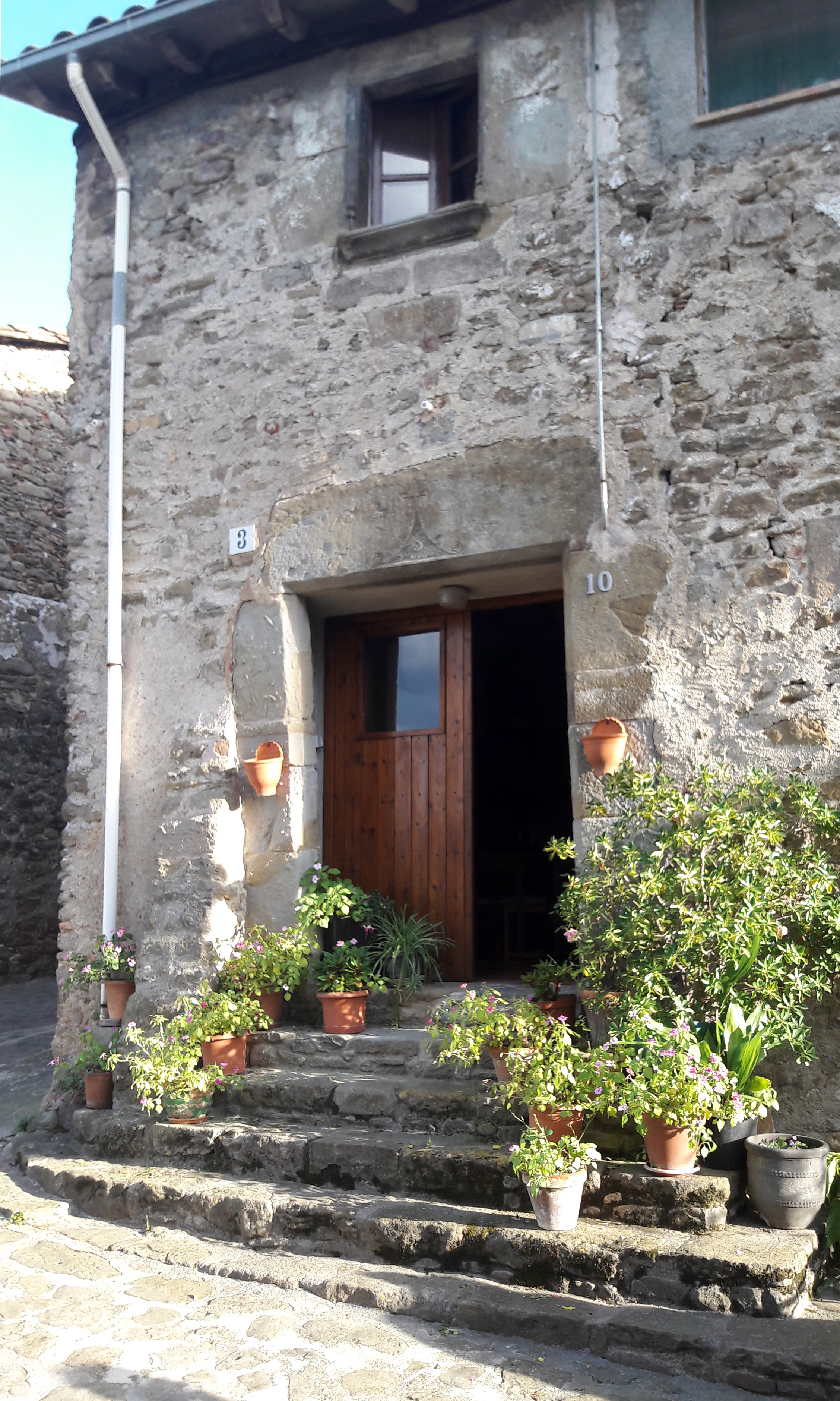
Número 3

La casa número 3 és de planta rectangular i teulat a dues aigües amb els vessants vers les façanes principals. Disposa de baixos i pis, i va ser bastida amb pedra del país poc treballada llevat dels carreus emprats per fer les obertures. Ha estat molt reformada. Destaquen les decoracions realitzades en les llindes del primer pis i la inscripció de la llinda de la façana principal: "IOHAN CARRERAS/ 1S89".

## Casa número 6

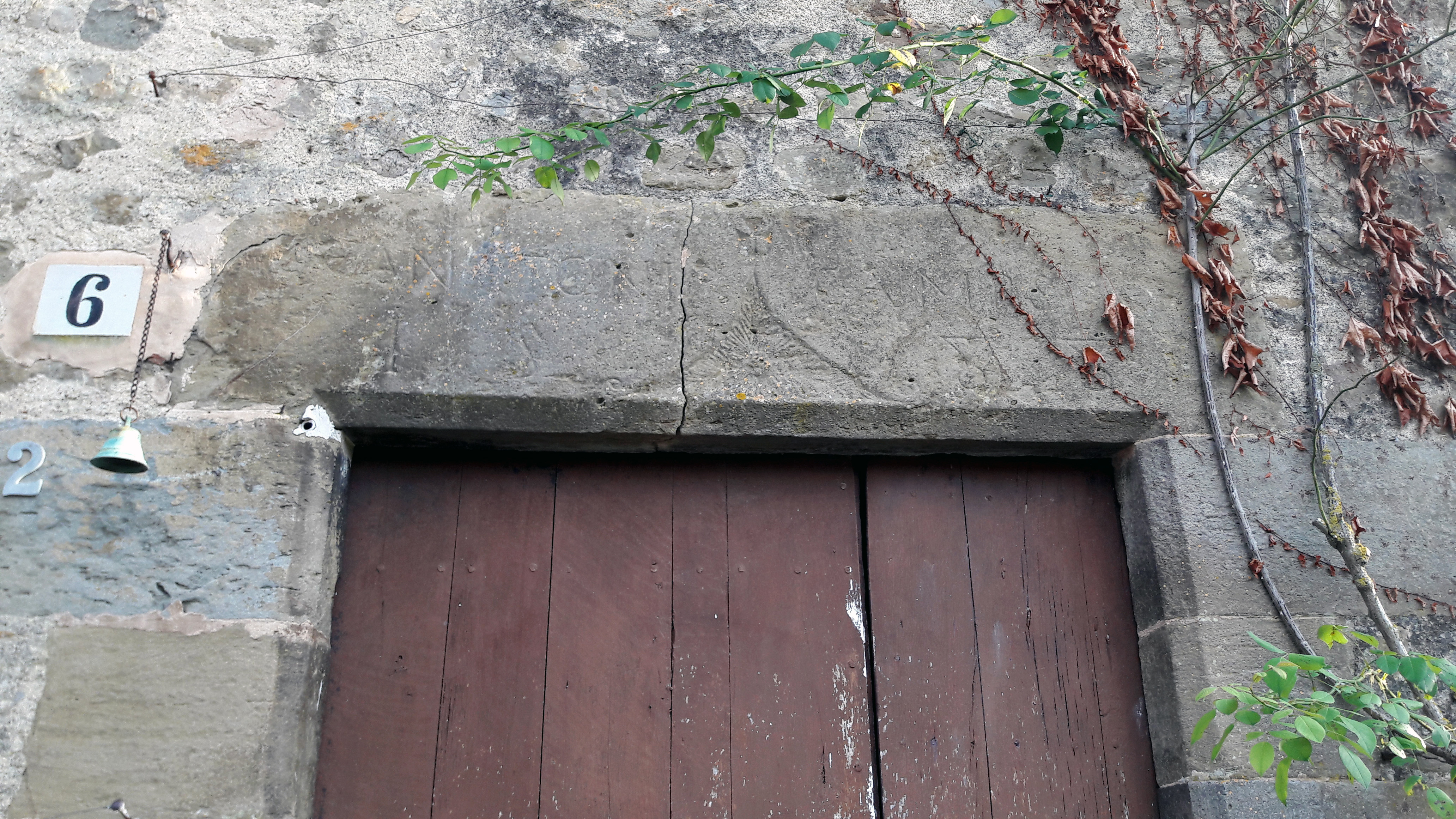
Número 6

La casa número 6 és de planta rectangular i ampli teulat a dues aigües amb els vessants vers les façanes principals. Conserva bellament decorats els ràfecs amb motius geomètrics pintats. Disposa de baixos i pis superior i fou bastida amb pedra del país poc treballada, llevat dels cantoners i dels bons carreus emprats per fer les obertures. Conserva dues llindes remarcables del segle XVI: llinda d'una finestra de la façana de ponent, "1S89" i la llinda de la porta principal, "ANTONI CAMPS/ 1S88".

## Casa número 26

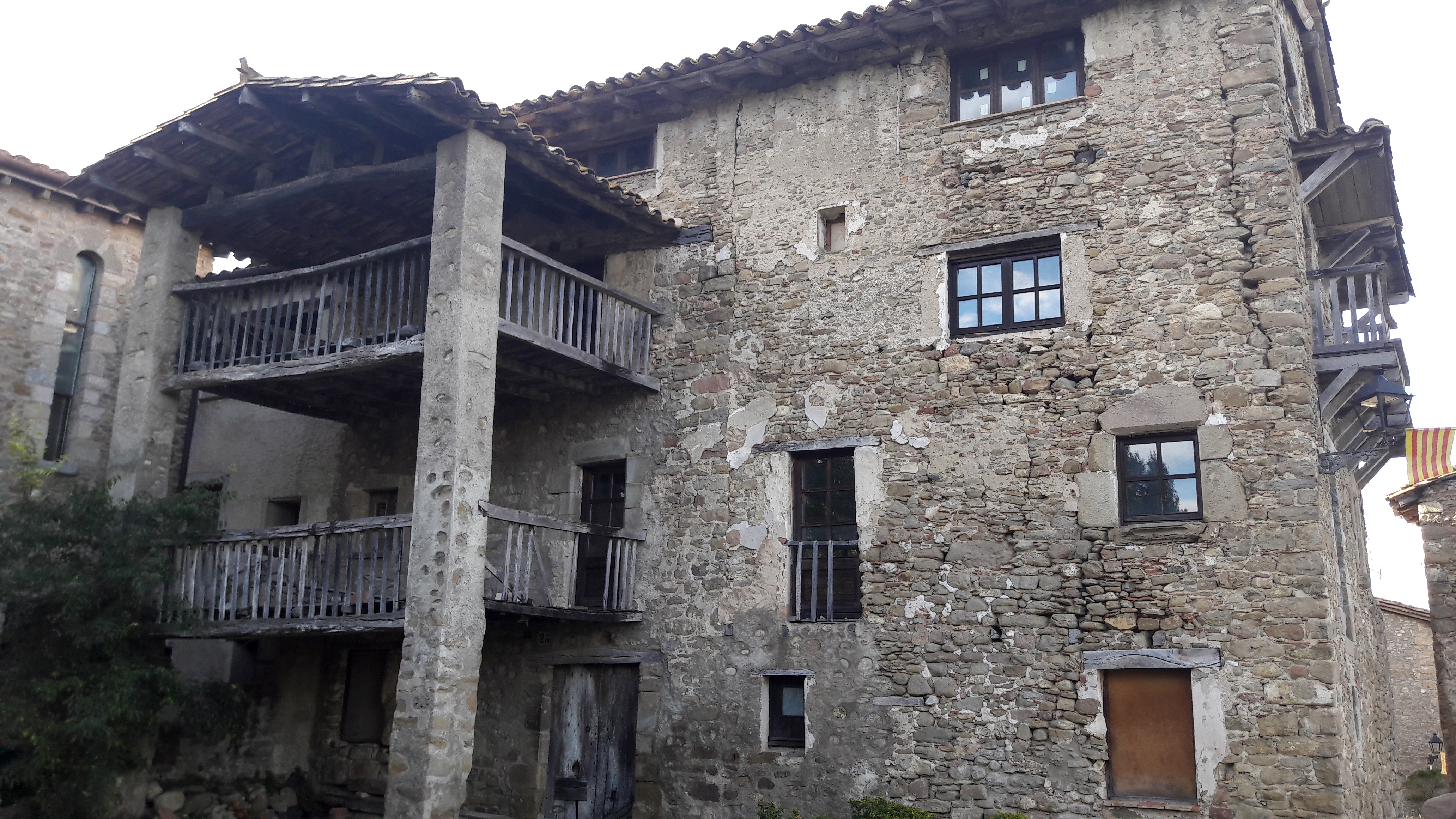
Número 26

La casa número 26 és de planta rectangular i ampli teulat a dues aigües amb els vessants vers les façanes principals. La seva factura arquitectònica no és remarcable però disposa d'un gran nombre de llindes amb dates i elements decoratius: façana de llevant "1743" i la de migdia, "1754" i "1725".